# Goose Lake (See)
Der Goose Lake ist ein See im Hochland an der Grenze zwischen den beiden US-Bundesstaaten Kalifornien und Oregon. Das nördliche Ende des Gewässers liegt im Lake County in Oregon, das südliche Ende im Modoc County, Kalifornien, wobei ein größerer Anteil der Wasserfläche auf Kalifornien entfällt. Der See befindet sich weit landeinwärts im Gebirgsland auf einer Höhe von mehr als 1400 Meter über dem Meeresspiegel. Für einen Gebirgssee ist der Goose Lake jedoch erstaunlich seicht, so ist die tiefste Stelle gerade einmal acht Meter tief. Grund dafür ist die flache Landschaft der Umgebung, die trotz der großen Höhe ziemlich flach ist. Seine Länge beträgt 42 Kilometer, die durchschnittliche Breite liegt bei 15 Kilometern. Gespeist wird der See insbesondere durch zahlreiche kleinere Gebirgsbäche der Umgebung während der Goose Lake als abflusslos gilt. Saisonal besteht eine abfließende Verbindung zum Pit River, einem Nebenfluss des Sacramento Rivers. Der Wasserstand ist besonders wegen der geringen Tiefe über das Jahr hinweg auch größeren Schwankungen unterworfen.
Die Umgebung des Gewässers ist relativ dünn besiedelt, auf beiden Seiten finden sich jedoch einige touristische Attraktionen wie Campingplätze am See, wodurch ein mäßiges Aufkommen von Fremdenverkehr zu verzeichnen ist. Besonders kleinere Bootsfahrten werden am Goose Lake angeboten. Fischfang wird jedoch nicht betrieben. Um den See befindet sich auch ein komplexes Ökosystem, besonders Wasservögel sind am Goose Lake beheimatet.

Nach dem See benannt ist der Goose-Lake-Meteorit, dessen Überreste 1938 rund drei Kilometer westlich seines Ufers im Modoc County entdeckt wurden. Es handelt sich dabei um einen Eisenmeteorit aus der Gruppe der Oktaedrite. Das Hauptstück mit einem Gewicht von über einer Tonne befindet sich heute im Nationalmuseum für amerikanische Geschichte in Washington, D.C.